# Bowen Byram
Bowen Byram (* 13. Juni 2001 in Cranbrook, British Columbia) ist ein kanadischer Eishockeyspieler, der seit März 2024 bei den Buffalo Sabres in der National Hockey League unter Vertrag steht. Zuvor war er etwa dreieinhalb Jahre bei der Colorado Avalanche aktiv, mit der der Verteidiger in den Playoffs 2022 den Stanley Cup gewann.

## Karriere
Bowen Byram spielte in seiner Jugend unter anderem für die Lethbridge Golden Hawks, bevor er im Jahre 2016 im Bantam Draft der Western Hockey League (WHL) an dritter Position von den Vancouver Giants ausgewählt wurde. Für die Giants debütierte er in der Saison 2016/17 in der WHL, der ranghöchsten Juniorenliga seiner Heimatprovinz, kam jedoch überwiegend für die Lethbridge Hurricanes sowie für die Yale Hockey Academy zum Einsatz. Mit Beginn der Spielzeit 2017/18 etablierte er sich in Vancouver, bevor der Abwehrspieler seine persönliche Statistik zur Saison 2018/19 deutlich steigerte. Mit 71 Scorerpunkten aus 67 Partien verzeichnete er einen Punkteschnitt von über 1,0 pro Spiel und wurde daher ins WHL West First All-Star Team gewählt. Darüber hinaus nahm der Kanadier am CHL Top Prospects Game teil und wurde mit dem CHL Top Draft Prospect Award ausgezeichnet. Im anschließenden NHL Entry Draft 2019 berücksichtigte ihn die Colorado Avalanche an vierter Position und stattete ihn im Juli 2019 mit einem Einstiegsvertrag aus. Vorerst kehrte der Verteidiger für eine weitere Spielzeit zu den Giants zurück, an deren Ende er im WHL West Second All-Star Team Berücksichtigung fand.
Im Rahmen der Vorbereitung auf die Saison 2020/21 erspielte sich Byram einen Platz im Aufgebot der Avalanche, sodass er im Januar 2021 zu seinem Debüt in der National Hockey League (NHL) kam. In den Playoffs 2022 errang er mit dem Team den Stanley Cup. Nach knapp dreieinhalb Jahren in Colorado wurde er allerdings im März 2024 im Tausch für Casey Mittelstadt zu den Buffalo Sabres transferiert.

### International
Erste internationale Erfahrungen sammelte Byram im Rahmen der World U-17 Hockey Challenge 2017, wo er mit der kanadischen U17-Auswahl die Silbermedaille gewann und selbst ins All-Star-Team des Turniers gewählt wurde. Auf U18-Niveau nahm er für sein Heimatland an der U18-Weltmeisterschaft 2018 teil, die das Team auf dem fünften Platz beendete. In der gleichen Altersstufe folgte eine Goldmedaille beim Hlinka Gretzky Cup 2018. Bei der U20-Weltmeisterschaft 2020 debütierte der Abwehrspieler für die kanadische U20-Nationalmannschaft und errang mit ihr prompt die Goldmedaille. Dieser Erfolg konnte im Folgejahr nach einer 0:2-Finalniederlage gegen die Vereinigten Staaten nicht verteidigt werden, während Byram selbst jedoch im All-Star-Team der WM Berücksichtigung fand.
Zu seinem Debüt im A-Nationalteam kam Byram im Rahmen der Weltmeisterschaft 2024 in Tschechien, als er mit dem Team den vierten Platz belegte. In zehn Turniereinsätzen erzielte der Verteidiger dabei insgesamt fünf Scorerpunkte, darunter ein Tor.

## Erfolge und Auszeichnungen
| - 2019 Teilnahme am CHL Top Prospects Game - 2019 WHL West First All-Star Team - 2019 CHL Top Draft Prospect Award | - 2020 WHL West Second All-Star Team - 2022 Stanley-Cup-Gewinn mit der Colorado Avalanche |

### International
| - 2017 Silbermedaille bei der World U-17 Hockey Challenge - 2017 All-Star-Team der World U-17 Hockey Challenge - 2018 Goldmedaille beim Hlinka Gretzky Cup | - 2020 Goldmedaille bei der U20-Weltmeisterschaft - 2021 Silbermedaille bei der U20-Weltmeisterschaft - 2021 All-Star-Team der U20-Weltmeisterschaft |

## Karrierestatistik
Stand: Ende der Saison 2024/25

### International
Vertrat Kanada bei:
| - World U-17 Hockey Challenge 2017 - U18-Weltmeisterschaft 2018 - Hlinka Gretzky Cup 2018 | - U20-Weltmeisterschaft 2020 - U20-Weltmeisterschaft 2021 - Weltmeisterschaft 2024 |

(Legende zur Spielerstatistik: Sp oder GP = absolvierte Spiele; T oder G = erzielte Tore; V oder A = erzielte Assists; Pkt oder Pts = erzielte Scorerpunkte; SM oder PIM = erhaltene Strafminuten; +/− = Plus/Minus-Bilanz; PP = erzielte Überzahltore; SH = erzielte Unterzahltore; GW = erzielte Siegtore; 1 Play-downs/Relegation; Kursiv: Statistik nicht vollständig)

## Familie
Sein Vater Shawn Byram war ebenfalls Eishockeyspieler und bestritt Anfang der 1990er Jahre fünf Partien für die New York Islanders und Chicago Blackhawks in der NHL.